# 北落師門冰原島峰
70°58′S 66°40′W / 70.967°S 66.667°W
北落師門冰原島峰（英語：Fomalhaut Nunatak），是南極洲的冰原島峰，位於帕爾默地，處於飛馬座山脈的壁宿二山以東12公里，以南魚座的主星北落師門命名，現時由南極條約體系管理。